# Samanza
Samanza est chef-lieu de sous-préfecture créé par le décret n°2010-230 du 25 août 2010 portant cent-trois sous préfectures en son article 12.
la Sous préfecture est fonctionnelle depuis 2021 avec la nomination du premier sous préfet madame DIOMANDE Mabala Estelle.
il est une localité du centre est de la Côte d'Ivoire et dans le département de Daoukro 90 km, |Région de l'iffou].
La localité de Samanza chef de lieu de sous préfecture .
la population de la sous préfecture de Samanza est selon le RGPH de 2014 de 10 260 dont 5 463 hommes et 4 807 femmes.  
il comprend neuf village: AGBA-TANOUKRO, AKA-COMOEKRO, AKPOKRO, EKRA-PKINKRO, NOUFFOUKRO, OUAKABESSIN, SAMANZA, TIOKONOU et ZANZANSOU.
elle est limitée par les sous préfectures de ETTROKRO, PRIKRO, et KOUN-FAO.
issues du peuples N'DJE, les populations cohabitent en parfaite harmonie avec les autres peuples allogènes et autochtones.
Il existe quatre (04) familles: Adjoumani kouablan, Amon N'gloan, Ngola Aloko et Bouakpin koffi. 
au niveau agricoles, on y trouve des plantations d'anacardes, d'hévéas, de roucou, de cacao, ignames, bananes et autres cultures vivrières.
la pêche y est également pratique sur le fleuve Comoe.
au plan religieux , c'est la religion animiste mais nous avons des confessions religieuses catholique, protestante, évangélique et musulmane.
au plan touristique, Samanza est à quelques mètres du fleuve COMOE. Une vue panoramique de ce cours d'eau laisse entrevoir de beaux rochers et des hippopotames.
L’adja'a (mariage) à samanza
Il faut le souligner, il n’y a pas de dot à samanza, c’est l’adja'a (mariage) qui  se déroule en deux étapes. C’est l’homme qui prend l’initiative de demander la femme en mariage et son accord est essentiel pour que le mariage puisse avoir lieu.
1. Sissé wa appelé communément le Kôkô qui fait office de fiançailles. C’est ici que l’homme se présente officiellement aux parents de sa bien-aimée.On demande ainsi la permission à la famille de la jeune fille l’autorisation que le prétendu puisse venir lui rendre visite.Cette cérémonie autorise la fréquentation officielle de la jeune fille.A cette occasion, une bouteille de liqueur est offerte après la cérémonie.
2. L’adja'a (mariage) La cérémonie a lieu le matin dès le lever du jour. Une délégation du prétendant se rend chez les parents de la femme.Le père du futur marié ou son représentant fait la demande en mariage. Un frère du père de la mariée donne en mariage la fille.
Plusieurs dons en numéraire et en nature sont effectués au cours de cette cérémonie. Ces dons varient en fonction de la demande faite par la famille de la femme.
La fête des ignames
culturellement , les populations de samanza célèbrent la traditonnelle fête des ignames. c'est la principale fête .Elle est célébrée chaque début d’année. La veille de la cérémonie, les tam-tams parleurs et autres cors royaux annoncent officiellement la fin d’une année et le commencement d’une autre. Le jour de célébration proprement dit accomplit le chef paré de ses beaux attributs, on accomplit des libations purificatrices et  le chef lance un message d’espoir à ses sujets.
En clair, c’est une occasion de purification et de réjouissance dans la paix et l’abondance retrouvées.  
Depuis aout 2024, un festival dénommé "samanza Agnintie" est créé par la mutuelle de développement Abokon pour promouvoir la culture Ndjé.
le climat est celui du type baouléen avec deux saisons:
une saison pluvieuse et une saison sèche.
au niveau des infrastructures, la localité dispose: d'une sous préfecture, d'un réseau électrique, d'une antenne réseau téléphonique, d'un groupe scolaire, d'un centre de sante rural et d'un collège. 